# Guayaquila pugnax
Guayaquila pugnax är en insektsart som beskrevs av Ernst Friedrich Germar. Guayaquila pugnax ingår i släktet Guayaquila och familjen hornstritar. Inga underarter finns listade i Catalogue of Life.